# Közérdekű vagyonkezelő alapítvány
A közfeladatot ellátó közérdekű vagyonkezelő alapítvány, közérdekű vagyonkezelő alapítvány vagy rövidítve KEKVA a negyedik Orbán-kormány által létrehozott olyan szervezet, mely az eredetileg állami tulajdonú, nagy értékű és társadalmilag fontos értékeket a kormány határozatai során megszerzi és birtokolja, illetve azokkal rendelkezik. 
A KEKVA-kat a vagyonkezelő alapítványokról szóló (2019. XIII.) törvény alapján a 2021. évi IX. törvénnyel hozta létre az Orbán-kormány, nagy társadalmi feszültségek mellett (mely egyik legnagyobb visszhangot okozó eredménye a Színház- és Filmművészeti Egyetem vagyonának és irányításának KEKVA-ba való átadása okozta tüntetéssorozat, illetve az egyetemi hallgatók és oktatók tömeges távozása volt). A létrehozó jogszabály bevezetője szerint a cél az, hogy ezek a közintézmények „a mindenkori kormányzattól” függetlenek legyenek. 
A 2021-ig létrejött alapítványok kuratóriumai és felügyelőbizottsági tagsága szinte kizárólag az Orbán-kormányhoz közeli politikusokkal vagy a kormányhoz közel álló személyekkel kerültek feltöltésre, így egy kormányváltás esetén ezek a közintézmények továbbra is az Orbán Viktor vezette csoport irányítása alatt maradnának: számos alapítvány nem teszi lehetővé a tagok mindenkori kormány által történő visszahívását.
Az alapítványok a részükre átadott vagyonnal szabadon gazdálkodhatnak, azt el is adhatják; a mindenkori kormány mindössze elővásárlási joggal rendelkezik, vagyis az Orbán-kormány által ingyen átadott vagyonelemeket piaci áron kifizetheti annak érdekében, hogy azok továbbra is közfeladatot szolgáljanak.

## A 2021-ig KEKVA-tulajdonba került köztulajdonok
- Hajógyári-sziget (A Magyar Kultúráért Alapítvány, értéke több tíz milliárd forint)
- Millenáris (Millenáris Alapítvány, 9,2 milliárd forint)
- Thália Színház (Millenáris Alapítvány, 3,7 milliárd forint)
- Az OPNI volt épülete (Közép-európai Oktatási Alapítvány, tízmilliárd forint)
- A „Diákváros” területe (Fudan Hungary Alapítvány, több, mint 20 milliárd forint)
- Terror Háza, XX. Század Intézet, XXI. Század Intézet, Habsburg Történeti Intézet, Kommunizmuskutató Intézet és a Kertész Imre Intézet (Schmidt Mária érdekeltségei; Közép- és Kelet-európai Történelem és Társadalom Kutatásáért Alapítvány, több, mint 20 milliárd forint)
- Révfülöpi vitorláskikötő és kastély (Mathias Corvinus Collegium, több, mint 10 milliárd forint)
- Lónyay–Hatvany-villa (Batthyány Lajos Alapítvány, 9,9 milliárd forint)
- A MOL és a Richter 10%-os részvénycsomagja (Mathias Corvinus Collegium, 300 milliárd forint)
- A MOL 43 000 részvénye (MOL – Új Európa Alapítvány, 100 milliárd forint)
- Grand Tokaj Zrt. (Tokaj-Hegyalja Egyetemért Alapítvány, 4 milliárd forint)
- Therme Lendava, Szlovénia (Közép-európai Épített Örökség Megőrző Alapítvány, 4 milliárd forint)
- Négy erdélyi szállodafejlesztés (Közép-európai Épített Örökség Megőrző Alapítvány, 15 milliárd forint)
- Mezőhegyesi ménesbirtok (A Jövő Nemzedék Földje Alapítvány, több, mint 38 milliárd forint)
- Klebersberg-kúria (Polgári Művelődésért Alapítvány, több, mint 4,5 milliárd forint)
- Andrássy-palota (Magyar Kultúráért Alapítvány, több, mint 1,5 milliárd forint)
- Piliscsabai Makovecz-campus (Makovecz-Campus Alapítvány, több milliárd forint)
- Több, mint 21 egyetem, a magyar felsőoktatás nagyjából 70%-a (egyetemi alapítványok több száz milliárd forint értékben)

## Forrás
- List of public trust funds performing public function (angol nyelven). Helsinki Bizottság, 2021. 5